# ステレグシュチイ級フリゲート
ステレグシュチイ級フリゲート（ステレグシュチイきゅうフリゲート、英語: Steregushchiy-class frigate）は、ロシア海軍のフリゲートの艦級。海軍での正式名は20380型汎用コルベット（Сторожевые корабли проекта 20380）。防衛省では「ステレグシチー級」と呼称する。また、発展型の20385型も、本項で扱う。報道では「ステレグシチー級フリゲート艦」との表記もみられる。

## 来歴
2000年3月4日、ウラジーミル・プーチン大統領は、「2010年までのロシア連邦海軍行動基本方針」を承認した。これに基づき、沿海用の汎用警備艦として計画されたのが本級である。
2001年5月25日、サンクトペテルブルク市のアルマース中央海洋設計局が設計を受注した。同設計局はミサイル艇の製造などで実績があり、シリャフテンコ主任設計官によって率いられていた。最終案は2001年12月14日に承認され、その1週間後には、同市のセーヴェルナヤ・ヴェルフィで、ネームシップの建造が開始された。当初は2005年竣工予定とされていたが、工期の遅れから、進水は2006年、就役は2008年に遅延した。また、海軍の要請を受けて、巡航ミサイルの運用能力を付与した20385型、そして無人機の運用能力などを付与された20386型へと、順次に設計変更を受けている。なお20385型2隻が起工された後にも20380型の建造は続いている。

## 設計
本級はステルス艦として設計された。主船体は鋼製で、9つの水密区画に区分されている。水線下形状は大幅に刷新されており、水中抵抗は従来船型の25パーセント減となった。また艦首にはブルワークが付されている。ステルス性への配慮も含めて、上部構造物には複合材が導入されており、主船体への新型鋼材の採用もあり、船殻重量の軽量化が達成された。上記の水中抵抗軽減もあって、より軽量小型で出力が低い主機関でも所要の速力を確保できたことから、従来の設計と比して、艦内スペースは相対的に余裕があるものとなっている。
主機関は、コロムナ16D49ディーゼルエンジン4基によって2軸の固定ピッチ・プロペラを駆動するCODAD方式とされた。また非常用推進器として、隠顕式のアジマススラスターも装備されている。電源としてはコロムナ22-26DGディーゼルエンジンを原動機とする発電機4セットが搭載され、総出力2,000キロワットを確保した。

## 装備

### C4ISR
マスト頂部のレドームには、Sバンドの3次元レーダーである5P27M「フルケ2」が収容されている。その下方のマスト本体は、アメリカ海軍の先進型閉囲マスト/センサーと同様、特定周波数の電波だけを透過させる構造になっており、内部には対水上捜索・SSM射撃指揮用のレーダーが収容されている。機種はモノメントまたは3Ts-25E「ガルプン-B」と見られている。なお「フルケ2」の両脇には、目標捕捉用のMTK-201M電子光学センサーが配置されている。
ソナーとしては、中周波数のザーリャ2をバウ・ドームに収容するほか、艦尾からはミノタウル可変深度曳航アレイ（VDS-TASS）を展開できる。

### 武器システム
防空システムとして、20380型では、GSh-6-30 30mmガトリング砲2基と9M311近SAMの4連装発射機2基からなるコールチク1基を艦橋構造物直前の01甲板レベルに、またAK-630M 30mmCIWSを艦中部両舷に備えていた。しかしロシア海軍は、この防空能力に不満を表明したことから、2番艦以降では、より長射程の3K96「リドゥート」が導入された。これは陸上用のS-400と並行して開発されたもので、R-73短距離空対空ミサイルを元にした短射程の9M100ミサイル（射程15 km）、中射程の9M96E/96E2ミサイル（射程40/120 km）、そしてS-300FM「フォールト-M」と共通の長射程の48N6E2ミサイル（射程200 km）と、複数のミサイルを使い分けることで、単一のシステムで広範囲をカバーできるようになっている。20380型では12セル、20385型では16セルのVLSが搭載された。
対艦兵器としては、20380型では3M24「ウラン」艦対艦ミサイルの4連装発射筒2基を搭載している。また20385型では、それに代えてUKSK VLSが搭載され、カリブルNK巡航ミサイルの運用能力が付与された。
比較的小型の艦であるが、艦尾甲板をヘリコプター甲板とし、上部構造物後端にKa-27PL哨戒ヘリコプター1機分のハンガーを設けて、航空運用能力を備えている。また20386型では、無人機の運用能力も付与される。
なお、最新の電子機器が搭載されている為に徴兵レベルの兵員では扱えず、乗員の訓練や後方支援のシステムにも大幅な変更・改善が加えられている。

### 兵装
| 20380型                                                                             | 20380型                     | 20385/20386型                 |
| ----------------------------------------------------------------------------------- | --------------------------- | ----------------------------- |
| A-190 100mm単装砲×1基                                                               |                             |                               |
| AK-630M 30mmCIWS×2基                                                                |                             |                               |
| コールチク複合CIWS×1基 ・GSh-6-30 30mmガトリング砲×2基 ・9M311近SAM 4連装発射機×2基 | 3K96 リドゥート用VLS×12セル | 3K96 リドゥート用VLS×16セル   |
| 3M24 SSM 4連装発射機×2基                                                            | 3M24 SSM 4連装発射機×2基    | UKSK VLS×8セル (カリブルNK用) |
| 4連装短魚雷発射管×2基 (RPK-9 SUM発射機兼用)                                         |                             |                               |

## 同型艦一覧
本級は、派生型もあわせて20隻が建造される予定である。初期に建造された艦はいずれもバルチック艦隊に配属されているが、最終的には全ての艦隊に配分される方針である。なお、太平洋艦隊配備予定の20380型は極東方面コムソモリスク・ナ・アムーレ市アムール造船所で建造されている。
| 設計    | #   | 艦名                                          | 起工            | 進水           | 就役                | 備考                            |
| ------- | --- | --------------------------------------------- | --------------- | -------------- | ------------------- | ------------------------------- |
| 20380型 | 530 | ステレグシュチイ≪Стерегущий≫                  | 2001年 12月21日 | 2006年 5月16日 | 2007年 11月14日     | 2008年2月27日バルチック艦隊編入 |
| 20380型 | 531 | ソオブラジーテリヌイ≪Сообразительный≫         | 2003年 5月20日  | 2010年 3月31日 | 2011年 7月31日      | バルチック艦隊編入              |
| 20380型 | 532 | ボイキー≪Бойкий≫                              | 2005年 7月27日  | 2011年 4月15日 | 2013年 5月16日      | バルチック艦隊編入              |
| 20380型 | 333 | ソヴェルシェンヌイ«Совершенный»               | 2006年 6月30日  | 2015年 5月22日 | 2017年 7月20日      | 太平洋艦隊編入                  |
| 20380型 | 545 | ストイキー«Стойкий»                           | 2006年 11月10日 | 2012年 5月30日 | 2014年 5月28日      | バルチック艦隊編入              |
| 20380型 | 335 | グロームキー«Громкий»                         | 2012年 4月20日  | 2017年 7月28日 | 2018年 12月25日     | 太平洋艦隊編入                  |
| 20380型 | 535 | メルクーリィ≪Меркурий≫                        | 2015年 2月20日  | 2020年 3月12日 | 2023年 5月13日      | バルチック艦隊編入              |
| 20380型 |     | ストローグイ≪Строгий≫                         | 2015年 2月20日  | 2019年 6月     |                     | 黒海艦隊編入予定                |
| 20380型 | 339 | アルダー・ツィデンジャポフ ≪Алдар Цыденжапов≫ | 2015年 7月22日  | 2019年 9月12日 | 2020年 12月25日     | 太平洋艦隊編入                  |
| 20380型 | 343 | レーズキィ≪Резкий≫                            | 2016年 7月1日   | 2021年 7月1日  | 2023年 9月14日      | 太平洋艦隊編入                  |
| 20380型 |     | グローズヌイ «Грозный»                        | 2021年 8月23日  | 2024年（予定） | 2024年（予定）      | 建造中                          |
| 20380型 |     | ブラーヴイ «Бравый»                           | 2021年 9月29日  | 2025年（予定） | 2026年予定          | 建造中                          |
| 20385型 | 337 | グレミャーシチイ≪Гремящий≫                    | 2012年 2月1日   | 2017年 6月30日 | 2020年 12月29日     | 太平洋艦隊所属                  |
| 20385型 | 341 | プロヴァルヌイイ≪Проворный≫                   | 2013年 7月25日  | 2019年 9月     | 2024年（予定）      | 建造中の火災により損傷          |
| 20385型 |     | ブイヌイ ≪Буйный≫                             | 2021年 8月23日  | 2025年（予定） | 2026年 12月（予定） | 建造中                          |
| 20385型 |     | ラズムヌイ ≪Разумный≫                         | 2022年 6月12日  | 2026年（予定） | 2027年 12月（予定） | 建造中                          |
| 20385型 |     | ビイストリィ≪Быстрый≫                         | 2022年 7月1日   | 2027年（予定） | 2028年 7月（予定）  | 建造中                          |
| 20385型 |     | リチヴィイ≪Ретивый≫                           | 2023年 6月9日   | 2027年（予定） | 2028年 12月（予定） | 建造中                          |
| 20386型 |     | デルジキイ≪Дерзкий≫                           | 2016年 10月28日 | 2021年 3月     | 未定                | 北方艦隊編入予定                |